# Triathl'Aix
Le Triathl'Aix est un club français de triathlon situé à Aix-en-Provence et créé en 1992. Il est le club coorganisateur de l'Ironman 70.3 Pays d'Aix.

## Le club
Le club du Triathl'Aix, association loi de 1901, a été fondé à Aix-en-Provence en 1992 sous l'impulsion de René Panagiotis, ancien coureur cycliste professionnel, dans l'optique de développer la pratique du triathlon. Le Triathl'Aix fait suite à Aix Triathlon (1990-1992) et à l'AVCA triathlon (fin des années 1980), une section du prestigieux club cycliste d'Aix-en-Provence.
Le club a rapidement obtenu la confiance des institutions que sont la mairie d'Aix-en-Provence, la Communauté d'agglomération du pays d'Aix  et le Conseil général des Bouches-du-Rhône qui sont, depuis la création du club, les partenaires principaux du club.
Le Triathl'Aix est aussi le premier club formateur de la ligue Provence-Alpes de triathlon, dont les jeunes recrues participent à des compétitions non seulement au niveau local mais aussi au niveau national, tel que Pierre Gentet, champion de France 2010 catégorie minimes de triathlon, duathlon, aquathlon). En 2013, il obtient le label formateur « École de triathlon 3 étoiles ». Le label le plus élevé en matière de club formateur attribué par la Fédération française de triathlon.
En 2018, son équipe masculine de division 2 sur courte distance, réussit sa montée en première division. L'équipe de D1 hommes, participe donc en 2019, au Grand Prix de triathlon où elle a déjà obtenue en 1995 et 1996, la seconde et la troisième place du podium de ce championnat de France des clubs de triathlon.

## Structure et organisations
Le club est créé en tant qu'association loi de 1901 et a été présidé par :
- René Panagiotis (1993-2004), à sa fondation
- Jean-Marie Chandelier (2005-2010),
- Daniel Berrocal (2011-2013),
- Jean-Christophe Ducasse (depuis 2013).

Les couleurs du club sont blanches et noires (depuis 1996).

## Organisations sportives
Depuis 2011, il coorganise en collaboration avec la société Ironman France (représentant la World Triathlon Corporation), l'Ironman 70.3 Pays d'Aix, cette compétition qui se déroule autour du massif de la Sainte Victoire,est qualificative pour le championnat du monde d'Ironman 70.3. Cette compétition fait suite à l'unique triathlon « Courte Distance » organisé par Aix Triathlon en 1992, avec là aussi un parc à vélo et une arrivée sur le Cours Mirabeau.
Pour la première fois en 2017, le club a organisé la finale des championnats de France des clubs de deuxième division en partenariat avec le club Sardines triathlon. La course s'est déroulée autour du lac de Peyrolles en Provence. Le même jour a été organisé le triathlon de Peyrolles en catégorie « open » , en format contre la montre par équipe et sur distance sprint .

## Palmarès du club
Il accueille des sportifs qui ont participé et obtenu de résultats dans les plus grandes compétitions courte et longue distance de triathlon en portant les couleurs du club, tels que :
- Gayle Watson, vainqueur de l’Embrunman 1994 et 1996.
- René Rovera, vice champion de France 1997, 7e à l'Ironman de Kona (Hawaï) en 1998.
- Simon Whitfield (1er médaillé d'or aux JO de Syndney en 2000)
- François Chabaud, vainqueur de l’Embrunman en 2000, 6e à l'Ironman de Kona (Hawaï) en 2002, vainqueur de l’Ironman de Gérardmer en 2002, champion de France en 2004 et vainqueur du challenge France en 2008.
- Cyrille Neveu, champion du monde de triathlon longue distance en 2002, vainqueur de l’Embrunman 2003.
- Audrey Cléau, vainqueur de l’Embrunman en 2007.
- Hervé Faure, vainqueur de l’Ironman France en 2005 et de l’Embrunman en 2006 et 2007.
- Xavier Le Floch, vainqueur de l’Ironman Malaisie en 2007 et de l’Embrunman 2008.
- Alexandra Louison, vainqueur de l'Ironman France en 2007, championne de France duathlon 2011.
- Sylvain Rota, vainqueur de l'Ironman Pays de Galles en 2012.
- Marcel Zamora Pérez, vainqueur de l’Ironman France (XXL) à Nice en 2006, 2007, 2008, 2009 et 2010, vainqueur de l’Embrunman (XXL) en 2009, 2010, 2012, 2013, 2014, 2017, vainqueur du Challenge de Barcelone (XXL) en 2009.
- Bertrand Billard, champion du monde longue distance en 2013 et 2014, vainqueur de l'Ironman 70.3 Pays d'Aix en 2014,2016 et 2017.
- Romain Guillaume, vainqueur sur les Ironmans Lanzarote en 2014 et Mont-Tremblant en 2012.
- Denis Chevrot, vainqueur Ironman Western Australie en 2015.
- Manon Genêt, vainqueur de l'Ironman 70.3 Pays d'Aix, de l'Ironman 70.3 Nice en 2018.